# Benjamín (Kniha Mormonova)
Benjamín (otec Mosiášův) je prorokem a králem v americkém náboženském díle Kniha Mormonova. Žádné jiné prameny se o něm nezmiňují.
Král Beniamin byl otcem Mosiáše II. a vystupuje v knihách Omni a Mosiáš.
Nejdůležitější pasáží o králi Beniaminovi jsou pravděpodobně kapitoly 1-6 v knize Mosiáš, kde pronáší slavnostní řeč. Tato událost je podle některých mormonských badatelů totožná s některými starověkými izraelskými svátky. Řeč krále Beniamina je údajně také vzorovou ukázkou biblického chiasmu.